# 三合场站
三合场站是位于四川省江油市三合村的一个铁路车站，邮政编码621701。车站建于1955年，有宝成铁路经过该站，现仅办货运业务，不办理客运业务。车站及其上下行区间均已电气化。车站距离宝鸡站519公里，隶属成都铁路局，是四等站。